# Bezzia blantoni
Bezzia blantoni är en tvåvingeart som beskrevs av Gustavo R. Spinelli och Wirth 1989. Bezzia blantoni ingår i släktet Bezzia och familjen svidknott.
Artens utbredningsområde är Honduras. Inga underarter finns listade i Catalogue of Life.